# Acanalonia sublinea
Acanalonia sublinea är en insektsart som först beskrevs av Walker 1858.  Acanalonia sublinea ingår i släktet Acanalonia och familjen Acanaloniidae. Inga underarter finns listade i Catalogue of Life.